# エレノア・ウィルソン・マカドゥー
エレノア・ランドルフ・ウィルソン・マカドゥー（Eleanor Randolph Wilson McAdoo, 1889年10月16日 - 1967年4月5日）は、アメリカ合衆国の作家であり、第28代アメリカ合衆国大統領ウッドロウ・ウィルソンとその妻エレン・ルイーズ・アクソンの三女である。姉はマーガレット・ウッドロウ・ウィルソンとジェシー・ウッドロウ・ウィルソン・セイアーである。

## 生涯
1889年10月16日にコネチカット州ミドルタウンでウッドロウ・ウィルソンとエレン・アクソン・ウィルソンのあいだに生まれる。彼女はノースカロライナ州ローリーにある聖公会の全寮制女子高であるセント・メアリーズ・スクールで教育を受けた。
1914年5月7日、ウィルソン政権で財務長官を務めるウィリアム・ギブス・マカドゥーとホワイトハウスで結婚式を挙げた。2人は娘のエレノア・ウィルソン・マカドゥー（Ellen Wilson McAdoo, 1915年-1946年）とメアリー・フェイス・マカドゥー（Mary Faith McAdoo, 1920年-1988年）をもうけた。2人は1935年7月に離婚した。
1967年4月5日、彼女は父の伝記本を執筆したこともあり、1944年の伝記映画『ウィルソン』では非公式に相談役を務めた。1965年に脳内出血を起こして以降はほとんど動けなくなった。
彼女はカリフォルニア州モンテチトの自宅で77歳で亡くなった。彼女はカリフォルニア州サンタバーバラのサンタバーバラ墓地に葬られた。彼女はウッドロウ・ウィルソンの最後の遺児であった。

## 著作
- The Woodrow Wilsons (McMillan, 1937)
- Julia and the White House "An American girl finds herself in the exciting yet sobering limelight of the White House" (Dodd, Mead, 1946)